# Ainosato
 (juillet 2024).
 (mars 2024).
Ainosato (あいの里) et Minami-Ainosato (南あいの里) sont deux quartiers de l'arrondissement de Kita dans la ville de Sapporo. Il s'agit de quartiers récents qui se sont développés depuis les années 1980. En juillet 2019, la population d'Ai no Sato était de 20 260 habitants et celle de Minami Ai no Sato de 3 968 habitants (selon la population du registre de base des résidents en juillet 2019 Les codes postaux sont respectivement 002-8071 à 002-8075 pour Ainosato 1-5 et 002-8091 pour Minami-Ainosato.

## Géographie

### Rivières
- Rivière Ibarado
- Rivière Taku Kitagawa

### Lacs et marais
- Marais de Tonneusu

## Histoire

### Origine du nom de lieu
Durant la période pionnière de l'ère Meiji, la culture de l'indigo était populaire dans toute la région et la ville reçut le surnom d'Aino-Sato, reflétant le désir de devenir une « ville aimée des gens », qui plus tard est devenu le nom officiel de la ville.

### Histoire
En 1882, les frères Goro Takimoto et Okito Abe s'installèrent dans cette zone, qui faisait partie du village de Shinoji, de la préfecture de Tokushima. Ils fondèrent Shinoji Kosansha et commencèrent à cultiver du soja, des haricots azuki, des radis blancs, du sarrasin, du maïs et de l'indigo. À l’époque, la préfecture de Tokushima était un important producteur d’indigo et l’accent était mis sur sa valeur commerciale. En 1886, une usine à grande échelle fut construite et la transformation de l'indigo commença. L'usine s'agrandit grâce aux subventions du gouvernement d'Hokkaido et, au milieu de la période Meiji, la zone allant d'Ainosato à Takuhoku était devenue la ferme de Kosansha. De plus, la culture de l'indigo s'est étendue de Shinoro à Okadama, Sapporo, le village de Shiroishi, Yoichi et Niki. En 1890, l'Aidama de Kosansha remporta le premier prix à l'Exposition industrielle nationale et sa qualité fut également très appréciée. Cependant, après la mort de Takimoto en 1899, la culture de l'indigo décline en raison de l'introduction de colorants chimiques. Plus tard, Kosansha devint la propriété de Zensuke Yoshida (fils de Zentaro Yoshida), pionnier du village de Tsukisamu, et en 1924, il créa l'association Dokō. Une voie navigable a été construite à partir de l'ancienne rivière Ishikari (actuellement la rivière Ibarado) et une station de pompage a été installée pour promouvoir la culture du riz. La région est devenue une importante zone de production de riz, mais en 1975, les rizières ont disparu en raison de la décision de planifier un complexe d'habitations grande échelle.
À partir de 1980, elle a été développée sous le nom de Sapporo New Town Ainosato, une ville nouvelle principalement gérée par la Société de logement et de développement urbain (actuellement l'Agence de la Renaissance urbaine) et la Société d'approvisionnement en logements de Hokkaido. La superficie totale est d'environ 378,2 hectares et la population prévue est d'environ 32 000 personnes.
En 2002, le développement d'une nouvelle ville d'une superficie totale de 49 hectares et d'une population prévue de 4 090 habitants a commencé du côté sud de la ligne JR Satsunuma, et a été nommée Minamiai no Sato. Le nom officiel de la ville a également été changé en Minamiai no Sato en 2006.

## Transports

### Chemin de fer
- Compagnie des chemins de fer d'Hokkaido (JR Hokkaido) Ligne Satsunuma
  - Station universitaire Ainosato Kyoiku - Station Ainosato Koen

### Route
- Route nationale 337 : traverse la limite nord du quartier.
- Hokkaido Route 128 Ligne de boucle Sapporo-Kitahiroshima : traverse le centre du district d'est en ouest.
- Hokkaido Route 112 Sapporo Tobetsu Line : s'étend du nord au sud à travers la partie orientale de la zone.

### Bus
- Le bus Hokkaido Chuo dessert la gare d'Aso (gare routière d'Aso), la gare de Sakaemachi[7]. En raison d'un manque de passagers chez les opérateurs de bus, les services directs vers le centre de Sapporo, y compris le terminal de Sapporo, ont été interrompus à compter du 1er décembre 2023[8].

- Le bus Tobetsu Fureai dessert la gare de Tobetsu, etc.[9]

## Établissements d'enseignement
- École primaire Ainosato Higashi de la ville de Sapporo, école primaire Ainosato Nishi, école primaire Kojo, école primaire Takuhoku
- Université d'éducation d'Hokkaido École primaire de Sapporo
- Lycée Ainosato Higashi de la ville de Sapporo
- Université d'éducation d'Hokkaido Lycée de Sapporo
- Lycée Hokkaido Sapporo Ainosato (anciennement lycée Hokkaido Sapporo Takuhoku, fermé en mars 2015)
- École d'éducation spécialisée Hokkaido Takuhoku
- Université d'éducation d'Hokkaido
- Campus Ainosato de l'Université médicale d'Hokkaido

### Ville universitaire
On l'appelle également « Ville universitaire » car elle abrite des établissements éducatifs et médicaux tels que « l'Université d'éducation de Hokkaido » et ses écoles primaires et secondaires affiliées, « l'Université médicale de Hokkaido », le campus d'Ainosato et « « Hôpital universitaire médical d'Hokkaido. »
La ligne Satsunuma, qui traverse la région, est surnommée la « ligne Gakuen Toshi » car le campus Tobetsu de « l'Université médicale d'Hokkaido » est situé dans la ville de Tobetsu, située au nord-est.

## Installations publiques
- Bureau de poste de Sapporo Ainosato, Bureau de poste de Sapporo Ainosato Sanjo
- Parc Ainosato, Parc Ainosato Est, Parc Ainosato Nord, Parc Ainosato Ouest, Parc Minami-Ainosato
- École maternelle coopérative d'Ainosato